# Лом над Волчо
Лом над Волчо (словен. Lom nad Volčo) је насељено место у општини Горења Вас-Пољане, Горењска регија, Словенија.

## Историја
До територијалне реорганизације у Словенији био је у саставу старе општине Шкофја Лока.

## Становништво
У попису становништва из 2011. године, Лом над Волчо је имао 46 становника.
| Број становника према пописима | Број становника према пописима | Број становника према пописима |
| ------------------------------ | ------------------------------ | ------------------------------ |
| 1991                           | 2002                           | 2011                           |
| 33                             | 42                             | 46                             |

Напомена: До 1953. исказивано под именом Лом.